# Akademie der Guaraní-Sprache
Guarani Ñe’ẽ Rerekuapavẽ (deutsch: „Akademie der Guaraní-Sprache“; spanisch: „Academia de la Lengua Guaraní“; Akronym ALG/GÑR) ist die maßgebliche Institution für die Pflege der Guaraní-Sprache. Sie wurde 2013 in Asunción (Paraguay) gegründet.